# Todea intermedia
Todea intermedia là một loài dương xỉ trong họ Osmundaceae. Loài này được ht.Angl., Andre mô tả khoa học đầu tiên năm 1877.
Danh pháp khoa học của loài này chưa được làm sáng tỏ. 